# Crocifissione di san Pietro (Cimabue)
La Crocifissione di san Pietro è un affresco (circa 350 × 300 cm) della bottega di Cimabue, databile attorno al 1283 circa e conservato nel transetto destro della basilica superiore di San Francesco di Assisi.

## Storia
La datazione degli affreschi di Cimabue è piuttosto discorde, sebbene negli studi più recenti si sia assestata a un periodo tra il 1277, anno dell'elezione al soglio pontificio di Niccolò III e il 1283 circa.
Gli affreschi di Cimabue sono in generale in condizioni mediocri o pessime. La zona del transetto destro è decorata dalle Storie degli Apostoli Pietro e Paolo. Per ragioni non del tutto spiegate, forse legate a una polemica anti-Orsini, Cimabue interruppe improvvisamente il suo lavoro ad Assisi al transetto e, pur lasciando i disegni e le idee, se ne tornò a Firenze. Ciò è stato collegato all'anno 1283, quando fu sconfitta la fazione filoangioina degli Annibaldi e di Martino V, con il papa costretto a rientrare a Roma (era stato a Perugia e Viterbo) sotto il controllo dagli Orsini. Gli Annibaldi, probabilmente protettori del pittore, erano stati omaggiati, assieme al senatore Gentile Orsini, alleato contro la sua stessa casata, nella volta dei quattro Evangelisti.
Dalla scena della Caduta di Simon Mago in poi il contributo del maestro sembra terminare, limitandosi magari alle sole architetture. Una diversa mano è confermata anche da alcune differenze tecniche che non hanno prodotto, qui come nelle due scene successive, un'ossidazione delle biacche tanto marcata.

## Descrizione e stile
La scena si ispirava a una decorazione nel portico dell'antica basilica di San Pietro in Vaticano (oggi nota da copie seicentesche) realizzata forse dallo stesso Cimabue o da Pietro Cavallini, derivata dalla narrazione tradizionale del martirio di San Pietro, avvenuto ad Therebintum inter duas metas...in Vaticano. San Pietro è crocifisso a testa all'ingiù tra due edifici di Borgo, che qualificano quindi il luogo come Roma: si tratta della Meta Romuli (una piramide coi blocchi squadrati, demolita da Papa Alessandro VI nel 1499) e del Terebinto di Nerone (raffigurato come una piramide poligonale con l'alberello di terebinto sulla sommità): tale sfondo divenne tradizionale nelle scene del martirio del santo, venendo usato ad esempio da Giotto (nel Polittico Stefaneschi) e ancora nel Quattrocento da Masaccio (nella predella del Polittico di Pisa) dove però, in un contesto più ampio, al terebinto venne sostituita la piramide di Caio Cestio sulla via Ostiense. La forma del santo riprende quella dei crocifissi toscano/umbri del Christus Triumphans dell'epoca, con le mani distese, il panneggio legato ai fianchi, i piedi disgiunti. I due gruppi di personaggi ai lati (a sinistra la popolazione di Roma, a destra tre angeli con corazza) stanno esattamente entro le basi delle piramidi, dando un particolare rilievo monumentale alla scena, col fulcro appunto nel centro, scevro da elementi di disturbo, dove si trova la croce.